# Gulbandad praktmal
Gulbandad praktmal, Denisia augustella är en fjärilsart som först beskrevs av Jacob Hübner 1796. Enligt Dyntaxa ingår Gulbandad praktmal i släktet Denisia men enligt Catalogue of Life är tillhörigheten istället släktet Schiffermuelleria. Enligt båda källorna tillhör Gulbandad praktmal familjen praktmalar, Oecophoridae. Arten är ännu inte påträffad i Sverige, men fynd har gjorts i Danmark. Arten saknas i övrigt i Norden. Inga underarter finns listade i Catalogue of Life.